# BR-Standardklasse 7
Die Standardklasse 7 der British Railways (BR), auch als Britannia Class bekannt, ist eine Baureihe zweizylindriger Schlepptender-Dampflokomotiven mit der Achsfolge 2’C1’ (Pacific) für den gemischten Dienst, welche bei den bahneigenen Crewe Works von 1951 bis 1954 in 55 Exemplaren hergestellt wurde. Sie entsprach konstruktiv weitgehend der leichteren Standardklasse 6 und war die erste der zwölf von Robert Riddles entworfenen Standardklassen. Der 1955 von der British Transport Commission (BTC) vorgelegte Modernisierungsplan führte zu einer raschen Verdieselung des Eisenbahnbetriebs im Vereinigten Königreich und damit zur Verdrängung der Dampftraktion. Sämtliche Maschinen der Standardklasse 7 wurden bis 1968 außer Dienst gestellt. Die Fahrzeuge 70000 und 70013 blieben museal erhalten.

## Geschichte

### Vorgeschichte
Bei ihrer Gründung im Jahr 1948 übernahmen die British Railways (BR) Dampflokomotiven verschiedenster Baureihen von ihren vier Vorgängergesellschaften. Zur Senkung der Instandhaltungskosten und zur Aufrechterhaltung des Eisenbahnbetriebs bis zur Umstellung auf Diesel- und elektrische Lokomotiven entschied man sich für die Beschaffung sogenannter Standardklassen. Diese vereinheitlichten Dampflokomotivklassen wurden in Derby vom Konstruktionsbüro der BR unter der Leitung des Ingenieurs Robert Riddles entworfen und orientierten sich maßgeblich an den letzten Konstruktionen der London, Midland and Scottish Railway (LMS), obgleich auch bewährte technische Lösungen der anderen drei Vorgängerbahnen einbezogen wurden.

### Beschaffung und Einsatz
Da ein Bedarf an leistungsfähigen Mehrzwecklokomotiven bestand, entwickelte Riddles neben der leichteren und etwas leistungsschwächeren Standardklasse 6 die Standardklasse 7. Die erste Lokomotive dieser Klasse, welche zugleich die erste Standardlokomotive der BR war, wurde in den bahneigenen Crewe Works gebaut, am 5. Januar 1951 unter der Betriebsnummer 70000 in Dienst gestellt und im Bahnbetriebswerk Stratford beheimatet. Die Baukosten beliefen sich auf 20 325 GBP. Die 70000 wurde als einzige ihrer Klasse in schwarzer Farbgebung ausgeliefert, erhielt aber noch im selben Monat die für Schnellzuglokomotiven vorgesehene dunkelgrüne Lackierung mit orangen und schwarzen Zierlinien. Die Maschine trug den Beinamen „Britannia“ und war damit namensgebend für die Britannia Class. Insgesamt 55 Fahrzeuge, meist benannt nach Persönlichkeiten der britischen Geschichte oder Kultur, entstanden in drei Bauserien mit den Nummern 70000 bis 70024, 70025 bis 70044 und 70045 bis 70054. Die Indienststellung der 70054 als letzte Lokomotive ihrer Klasse erfolgte am 13. September 1954.
Neben Stratford erhielten auch die Depots Norwich Thorpe, Nine Elms, Camden, Holbeck, Old Oak Common, Newton Abbot, Laira, Cardiff Canton, Holyhead, Longsight sowie Polmadie fabrikneue Lokomotiven der Standardklasse 7. Die Instandhaltung übernahmen die Crewe Works, Doncaster Works und Swindon Works. Mit einem Kuppelraddurchmesser von 1880 mm waren die leistungsfähigen Maschinen für den Schnellzugdienst geeignet und wurden anfangs vorrangig in diesem eingesetzt, wobei sie selbst Luxuszüge wie der Golden Arrow bespannten. Für Bremsversuche auf der Strecke Toton–Brent erhielten die Fahrzeuge 70043 und 70044 eine Druckluftbremse, wurden jedoch nach wenigen Jahren in die Regelausführung umgebaut.
Im Jahr 1955 veröffentlichte die British Transport Commission (BTC) ihren Modernisierungsplan, welcher unter anderem die Elektrifizierung bedeutender Hauptbahnstrecken sowie die Verdieselung des übrigen Streckennetzes vorsah und zur umfangreichen finanziellen Unterstützung der Entwicklung und Produktion neuer Triebfahrzeuge führte. Zu den ersten in Serie gebauten Klassen von Großdiesellokomotiven der BR gehörten die ab 1958 von English Electric (EE) gelieferte dieselelektrische Klasse D20/1 und die ab 1960 bei den Derby Works und Crewe Works hergestellte, ebenfalls dieselelektrische Klasse D25/1. Durch diese und weitere Neukonstruktionen wurden die Dampflokomotiven der Standardklasse 7 zunehmend in den Güterzugdienst verdrängt. Nach mehrfacher Umbeheimatung gelangten die meisten von ihnen Mitte der 1960er Jahre zum Depot Carlisle Kingmoor und verblieben dort bis zu ihrer Ausmusterung. Am 19. Juni 1965 wurde die 70007 als erste ihrer Klasse außer Dienst gestellt. Die 70013 gehörte am 11. August 1968 zu den Zuglokomotiven des letzten planmäßig dampfbespannten normalspurigen Reisezuges der BR, des Fifteen Guinea Special, bevor sie am 17. August 1968 als letzte der Standardklasse 7 ausgemustert wurde. 53 Fahrzeuge wurden zwischen Juli 1965 und April 1968 von Privatunternehmen größtenteils in Shettleston, Airdrie, Beighton, Inverkeithing und Wishaw zerlegt. Die Maschinen mit den Nummern 70000 und 70013 blieben museal erhalten.

### Erhaltung
- 70000 „Britannia“ im Besitz des Royal Scot Locomotive and General Trust, betriebsfähig

Ursprünglich sollte die 70000 in den Bestand des National Railway Museum (NRM) in York übergehen, aufgrund des schlechten Zustandes der Lokomotive entschied man sich stattdessen aber für die 70013. Nach ihrer Ausmusterung am 28. Mai 1966 wurde die 70000 zunächst in Stratford, später in Brighton und schließlich in Redhill abgestellt. 1970 erwarb das East Anglian Railway Museum die Baumusterlokomotive. Im April 1971 erfolgte die Überführung zur Severn Valley Railway, wo sie aufgearbeitet und im Mai 1978 unter der Anwesenheit des Konstrukteurs Robert Riddles wieder feierlich in Betrieb genommen wurde. Da sie mit ihrer hohen Radsatzfahrmasse jedoch nicht für den Einsatz auf der Severn Valley Railway geeignet war, wurde sie bald an die Nene Valley Railway übergeben. Ende der 1980er Jahre gelangte sie zur Steamtown nach Carnforth, erhielt dort eine Hauptuntersuchung und kehrte im Juli 1991 nach über 25 Jahren in den Hauptbahneinsatz zurück. Aufgrund von Kesselschäden musste die Lokomotive 1997 abgestellt werden. Im Jahr 2000 wurde sie an den Waterman Railway Heritage Trust, von diesem 2006 an Jeremy Hosking verkauft und von Hosking 2009 in den Bestand des Royal Scot Locomotive and General Trust aufgenommen, wo sie nach einer umfangreichen Aufarbeitung und Modernisierung 2010 erstmals wieder unter Dampf stand. Ein Auffahrunfall bei der North Norfolk Railway im März 2013 sowie technische Probleme in den folgenden Jahren führten zeitweise zu Ausfällen der Museumslokomotive, bevor diese 2020 mit Ablauf der Kesselfrist abgestellt wurde. Nach ihrer Instandsetzung wurde die 70000 im Januar 2022 in Crewe in Betrieb genommen und von nun an wieder regelmäßig eingesetzt, bis es am 22. August 2023 auf einer Sonderfahrt nahe Chilworth zu einem schweren Triebwerksschaden kam. Seit März 2024 ist die Maschine wieder im Sonderzugeinsatz anzutreffen.
- 70013 „Oliver Cromwell“ im Besitz des National Railway Museum, nicht betriebsfähig

Nach ihrer Ausmusterung am 17. August 1968 ging die 70013 in den Besitz des NRM über und verblieb als Dauerleihgabe im Bressingham Steam Museum, wo sie bis in die 1980er Jahre für Führerstandsmitfahrten und später als Ausstellungsobjekt Verwendung fand. Am 21. Mai 2004 verließ die Lokomotive nach über 35 Jahren Bressingham und wurde in York untergebracht, bevor sie wenige Monate später zur Aufarbeitung bei der Great Central Railway nach Loughborough überführt wurde. Den ersten Hauptbahneinsatz seit ihrer Ausmusterung absolvierte die 70013 am 10. August 2008 und war mit einigen reparaturbedingten Unterbrechungen bis Dezember 2018 betriebsfähig. Seit März 2019 erhält sie in Loughborough eine Hauptuntersuchung.

### Unfälle
- 20.11.1955: Entgleisung der 70026 mit Sonderzug in Milton aufgrund überhöhter Geschwindigkeit (11 Tote, 157 Verletzte)[9]

- 21.01.1960: Entgleisung eines Güterzuges und Zusammenstoß mit Expresszug bei Settle durch Triebwerksschaden der 70052 (5 Tote, 9 Verletzte)[10]

- 05.06.1965: Feuerrückschlag auf der 70051 vor Reisezug nahe Winsford (1 Toter, 1 Verletzter)

- 30.07.1966: Entgleisung der 70017 mit Leerzug in Carlisle St Nicholas beim Auflaufen auf einen Güterzug

- 27.05.2012: Feuerrückschlag auf der 70013 vor Sonderzug nahe New Southgate (2 Verletzte)[8]

### Fotos

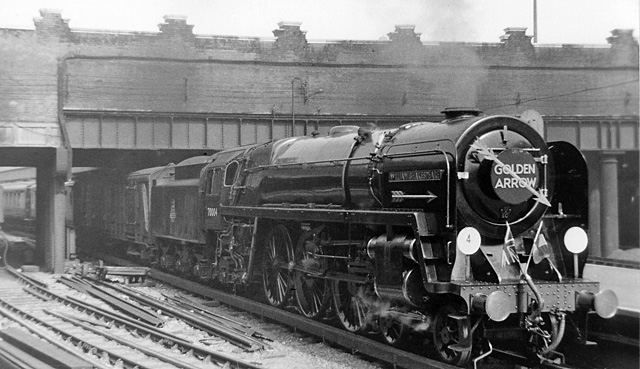
70004 „William Shakespeare“ mit dem Golden Arrow nach Folkestone Harbour in London Victoria (September 1953)
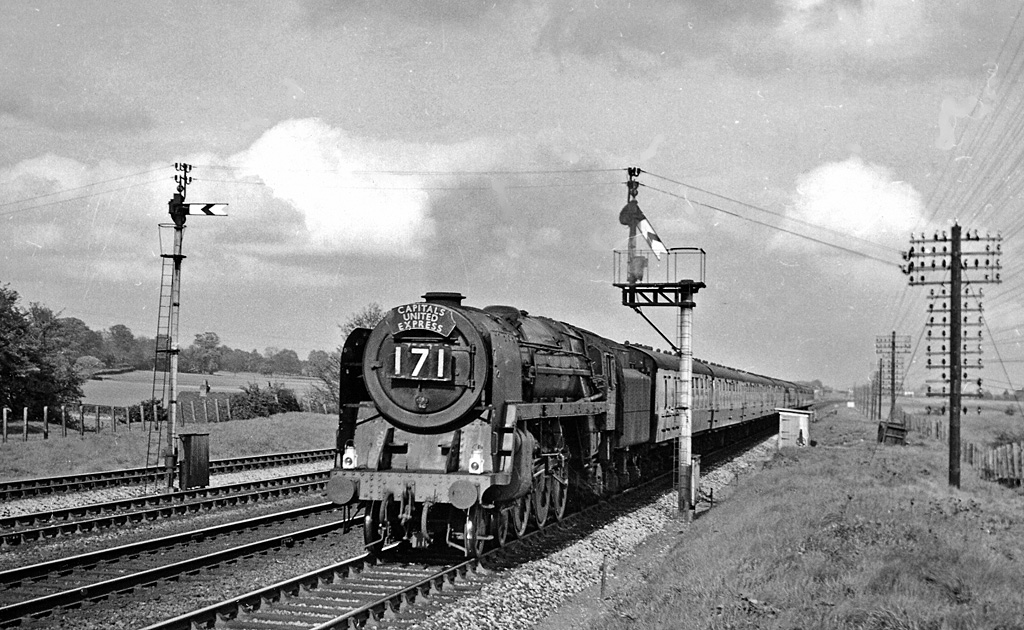
70023 „Venus“ mit dem Capitals United Express nach Fishguard Harbour nahe Twyford (April 1957)
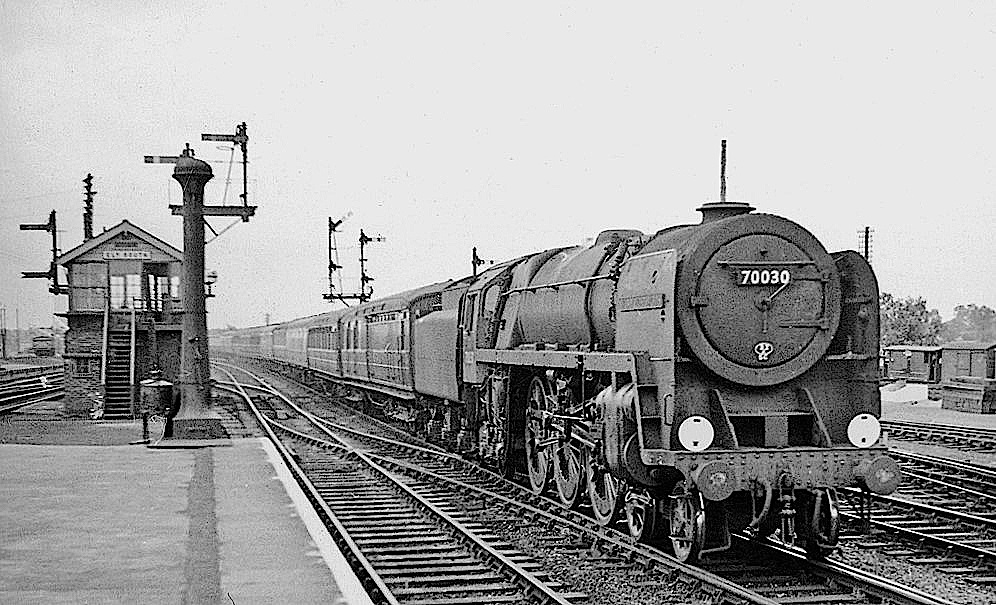
70030 „William Wordsworth“ mit Schnellzug nach Yarmouth Vauxhall in Ely (August 1958)
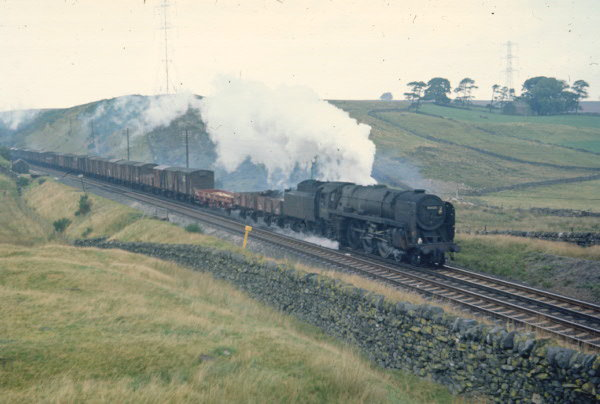
70025 „Western Star“ mit Güterzug in Richtung Tebay unweit des Shap Summit (September 1967)
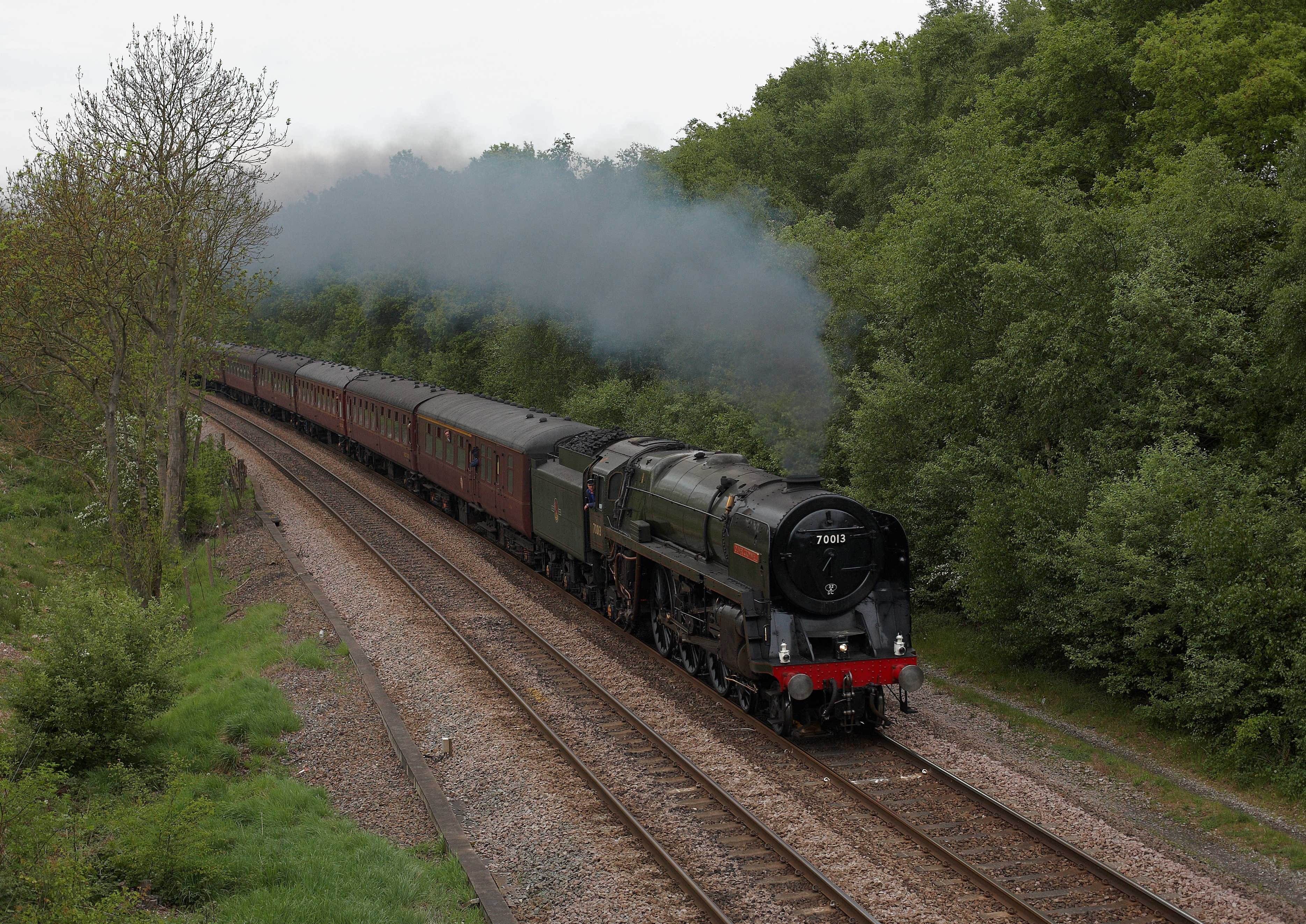
70013 „Oliver Cromwell“ mit Sonderzug nach Watford Junction nahe Clay Cross (Mai 2011)
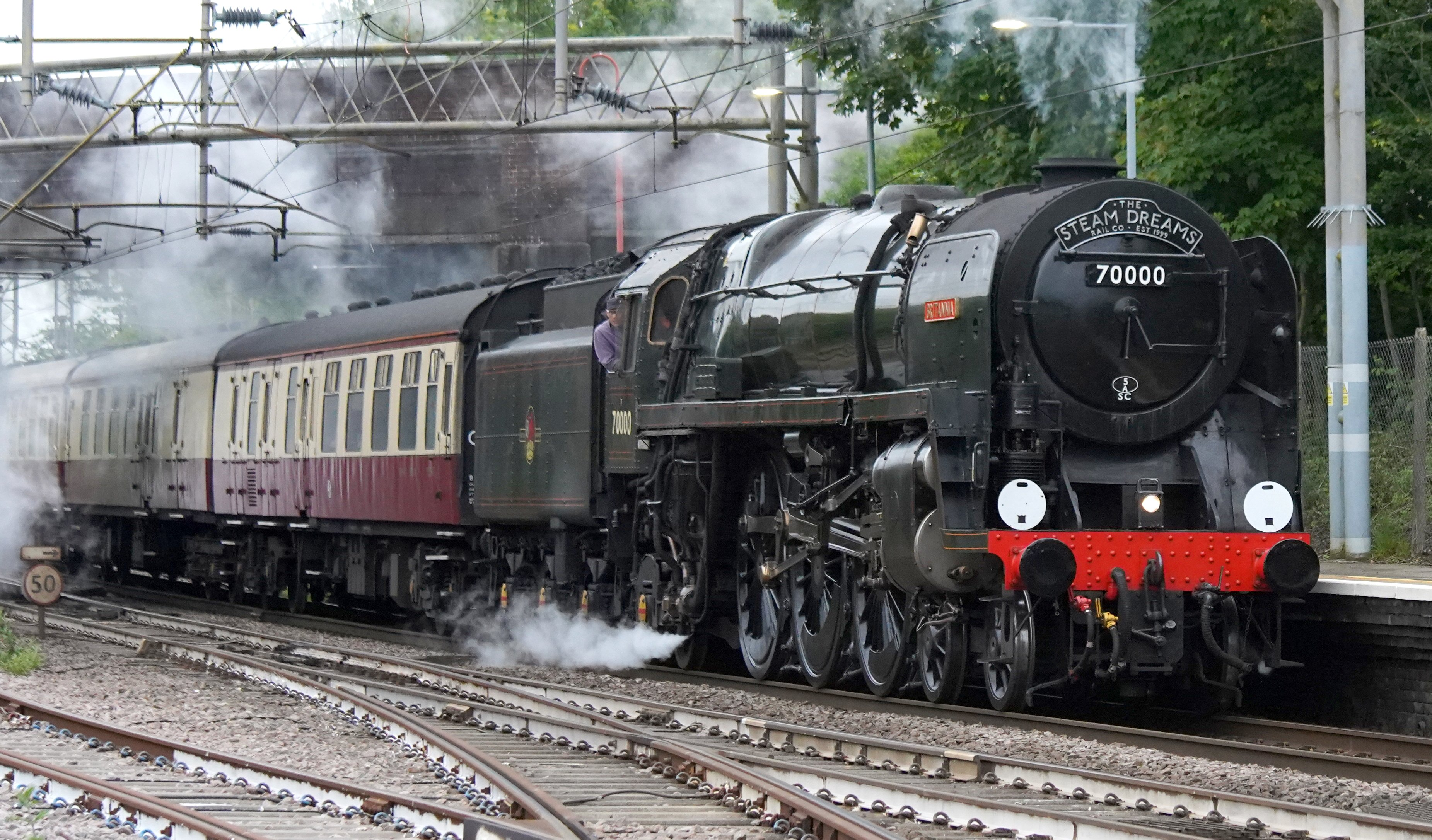
70000 „Britannia“ mit Sonderzug nach Norwich in Marks Tey (Mai 2024)

## Technik
Die teilweise in Anlehnung an die Merchant Navy Class der Southern Railway (SR) konstruierten Lokomotiven besitzen einen geschweißten Blechrahmen. Mit einem führenden zweiachsigen Laufdrehgestell, drei im Rahmen gelagerten Kuppelradsätzen und einem einachsigen Delta-Schleppgestell ergibt sich die für europäische Schnellzuglokomotiven typische Achsfolge 2’C1’ (Pacific). Als Radsatz- und Stangenlager wurden bei den meisten Fahrzeugen ausschließlich Rollenlager verwendet. Der Kuppelraddurchmesser von 1880 mm ermöglicht Geschwindigkeiten von über 140 km/h. Das Zwillingstriebwerk ist als Außentriebwerk ausgeführt, besitzt eine Walschaerts-Steuerung mit Hängeeisen und Kolbenschiebern und arbeitet auf den zweiten Kuppelradsatz. Sandrohre sind vor jedem der drei Kuppelradsätze sowie hinter dem zweiten angeordnet. Der Dampfkessel verfügt über eine kupferne Feuerbüchse, der größte Durchmesser des Langkessels beträgt 1969 mm. Eine Dampfbremse als Lokomotivbremse wirkt auf die Kuppelradsätze der Lokomotive und die Laufradsätze des Schlepptenders. Als Zugbremse ist nur eine Saugluftbremse vorgesehen. Zu Versuchszwecken waren die Maschinen 70043 und 70044 zeitweise mit einer Druckluftbremse ausgerüstet, deren dampfbetriebene Luftpumpen anstelle von Windleitblechen beidseits an der Rauchkammer montiert wurden. Die Museumslokomotive 70000 wurde nachträglich ebenfalls mit einer Druckluftbremse ausgerüstet, deren Luftpumpe vor der Rauchkammer angeordnet ist. Anschlüsse für die Dampfheizung waren bei allen Fahrzeugen vorhanden.